# Nvidia GeForce RTX
Nvidia GeForce RTX (Ray Tracing Texel eXtreme) je platforma grafických karet dostupná od roku 2019. Byla navržena primárně pro designování modelů ve velkém měřítku, architekturu a product design, videoherní a filmovou produkci. Používá funkci ray tracing v reálném čase, takže umožňuje realistické zobrazování světla ve videohrách a renderování fotorealistických obrazů. RTX je dostupný přes Nvidia OptiX a DirectX. Pro architektury Turing a Ampere je dostupný přes Vulkan.

## Software

### Ray tracing (sledování paprsků)
Jedná se o metodu renderování slunečních paprsků ve 3D grafice. Ray-tracing se v grafice používá již několik let, technologii pro zpracovávání v reálném čase poprvé představil Microsoft ve spolupráci s Nvidia funkcí DirectX 12 Ray Tracing (DXR). Na rozdíl od dříve používaného zpracovávání světla ve hrách, tzv. baked lighting, se zpracovává v reálném časem a je schopné reagovat a interagovat se světly, stíny a odrazy. V reálném světě jsou 3D objekty osvětlovány několika zdroji světla. Paprsky mohou být odraženy, mohou procházet transparentními objekty (například voda nebo sklo) a měnit lom nebo být blokovány objektem a tím vytvářet stíny. Ray tracing pracuje s paprsky světla a tím vytváří fotorealistické osvětlení.
Ray tracing je náročný na výkon, proto se často kombinuje s rasterizací. 

### AI
Nvidia NGX je AI technologie využívána ke zlepšení kvality grafiky, fotografie a videa. NGX lze spustit v jakékoliv aplikaci a lze s ním například zvýšit rozlišení obrázku nebo poskytnout plynulé zpomalené video vkládáním vygenerovaných snímků.

### Rastrování
Rasterizace je používaná k zobrazování 3D objektů na 2D monitoru. Objekty jsou tvořeny z trojúhelníků a nebo mnohoúhelníků, ty jsou konvertovány do pixelů nebo bodů, kterým je přiřazena odpovídající barevná hodnota. Na scénu mohou být použity miliony mnohoúhelníků a snímek je obnoven většinou třicetkrát nebo devadesátkrát za sekundu (FPS). Rastrování je rychlé a efektivní i na méně výkonných počítačích, ale nepodporuje komplexní vizuální efekty.
RTX nabízí pokročilé metody vytváření rastrování. Využívá mesh shading, variable rade shading (VRS), texture space shading a multi-view rendering (MVR).

## Hry podporující RTX
Minecraft, Fortnite, Red Dead Redemption II, Cyberpunk 2077, Portal, A Plague Tale, Marvels Spider-Man, Microsoft Flight Simulator a další.